# کات کمیست
لوکاس مک‌فادن (به انگلیسی: Lucas MacFadden) (متولد ۴ اکتبر ۱۹۷۲)، معروف به کات کِمیست (به انگلیسی: Cut Chemist)، دی‌جی و تهیه‌کننده موسیقی آمریکایی است. او عضو سابق ژوراسیک ۵ و اوزوماتلی است. او در پروژه‌های مختلفی با دی‌جی شدو همکاری کرده‌است.

## اوایل زندگی
کات کمیست در سال ۱۹۹۷ از دانشگاه کالیفرنیا، لس آنجلس فارغ‌التحصیل شد.

## حرفه
کات کمیست از طریق گروه رپ کمیته یگانه (به انگلیسی: Unity Committee) مستقر در لس آنجلس به شهرت رسید. این گروه با گروه دیگری به نام Rebels of Rhythm ادغام شدند و ژوراسیک ۵ را تشکیل دادند.
در سال ۲۰۰۴، کات کمیست The Litmus Test را منتشر کرد که شامل قطعات انفرادی، ریمیکس‌ها و قطعه‌های ژوراسیک ۵ بود.
او در سال ۲۰۰۴ ژوراسیک ۵ را ترک کرد. وی در مصاحبه ای با بیلبورد در سال ۲۰۰۶ اظهار داشت که دلیلش برای این کار، کامل کردن آلبوم انفرادی‌اش بوده‌است.
اولین آلبوم استودیویی انفرادی وی با عنوان The Audience's Listening در ۱۱ ژوئیه ۲۰۰۶ منتشر شد. در سال ۲۰۱۵، این آلبوم توسط مجله Vice به عنوان چهل و نهمین آلبوم رقص همه زمان‌ها فهرست شد. آهنگ "The Audience Is Listening Theme Song"، در تبلیغات آی‌پاد نانو استفاده شد.
در سال ۲۰۱۰، او میکس دی جی، Sound of the Police را منتشر کرد.
دومین آلبوم استودیویی انفرادی وی، Die Cut، در ۲ مارس ۲۰۱۸ منتشر شد که شامل هنرمندان مهمان از جمله Chali 2na، بیز مارکی، Mr. Lif و Myka 9، و دیگران بود.

## آهنگ‌شناسی

### آلبوم‌های استودیویی
- The Audience's Listening (2006)
- Die Cut (2018)

## فیلم‌شناسی
- خراش (۲۰۰۱)
- جونو (۲۰۰۷)
- بالا در آسمان (۲۰۰۹)
- بدن جنیفر (۲۰۰۹)